# Simferite
La simferite è un minerale.